# Stora Bobaken
Stora Bobaken är en sjö i Bollnäs kommun i Hälsingland och ingår i Testeboåns huvudavrinningsområde. Sjön har en area på 0,806 kvadratkilometer och ligger 260,2 meter över havet.

## Delavrinningsområde
Stora Bobaken ingår i det delavrinningsområde (677202-152926) som SMHI kallar för Utloppet av Stora Bobaken. Medelhöjden är 272 meter över havet och ytan är 2,85 kvadratkilometer. Räknas de 11 avrinningsområdena uppströms in blir den ackumulerade arean 32,67 kvadratkilometer. Vattendraget som avvattnar avrinningsområdet har biflödesordning 2, vilket innebär att vattnet flödar genom totalt 2 vattendrag innan det når havet efter 83 kilometer. Avrinningsområdet består mestadels av skog (50 procent) och jordbruk (21 procent). Avrinningsområdet har 0,81 kvadratkilometer vattenytor vilket ger det en sjöprocent på 28,3 procent.